# FK Sloboda Tuzla
Fudbalski klub Sloboda Tuzla bosanskohercegovački je nogometni klub iz Tuzle. Trenutačno se natječe u Prvoj ligi FBiH.

## Povijest
Prethodnik Slobode je klub osnovan davne 1919. godine pod imenom Gorki koji je zabranjen 1924. godine. Nakon zabrane Gorkog i Hajduka, dvaju radničkih športskih klubova iz Tuzle, tri godine u Tuzli nije bilo takvih društava, a svaki pokušaj obnove nekog takvog društva osujetila je policija. Aktivisti su se uporno zalagalii i uz želju velikog broja radnika 20. studenoga 1927. godine, u Tuzli je osnovano Radničko-kulturno sportsko društvo Sloboda, s četiri sekcije: športskom, tamburaškom, horskom i diletantskom. Članovi nogometne momčadi športske sekcije bili su Karlo Mott, Jozo i Nikola Kemenc, Suljo Nezirović, Alfred Puhta, Safet i Ešo Isabegović, Oto i Ivica Milanović, Josip Leder, Muho Mujezinović, Karlo Švarc, Vlado Mileusnić, Rihard Žlebnik, Mujo Begić, a prvu utakmicu odigrali su sa Solvajem iz Lukavca. Kulturno-prosvjetno društvo i RSK Slobodu vodili su socijaldemokrati od 1927. do 1932. godine, ali u oba društva su unatoč ilegalnih uvjeta za rad, stalni i trajni utjecaj imali komunisti. Početkom 1928. godine športska sekcija se osamostalila i postala samostalni klub pod imenom Radnički sportski klub "Sloboda". Uspostavom Šestosiječanjske diktature Sloboda je bila na zubu režima koji je po svim radničkim organizacijama nesmiljeno udarao i vršio pritiske kao na protudržavne elemente. Sloboda je zadnju utakmicu uspjela odigrati Sportskim klubom Šumadija 8. svibnja 1932. godine. Vrlo brzo iste godine, na jednom sastanku igrača i UO Kluba socijaldemokrata Jozo Jurić, koji je tad predsjedavao RKPD Sloboda, izjavio je da obustavlja rad Kluba na pola godine, s time da će svakom igraču koji želi dati ispisnicu radi prelaska u drugi klub. U stvari je ovo značilo zabranu rada RSK Sloboda koju je policija sprovela uz znanje i punu potporu socijaldemokrata. Nakon ovog dio igrača napustio je Tuzlu ili prestao igrati.
1939. Sloboda je igrala u sastavu Miralem Mandžić, Zvonko Herljević, Džemal Mandžić, Franjo Manger, Pašaga Vugić, Fikret Ibrišimović, Tonči Pavlić, Džemal Hadžihrustić, Mustafa Salković-Mućak, Boško Popović-Popac, Raif Mujezinović, Nezir Mujezinović, i Alija Mutičević. Predsjednik je bio Mehmedalija Hukić.
U osovinskom napadu na Jugoslaviju, prostorije RSK Slobode bile su svojevrsni stožer za obranu Tuzle. Komunističko vodstvo okupljalo se ondje i slalo mladež kopati rovove i pripremati prostorije za prijam ranjenika s bojišta, no u sveopćem rasulu neželjene Jugoslavije njemačke snage već 15. travnja ušle su u Tuzlu. Uspostavljena je vlast NDH, pod čiji je udar došla Sloboda. Polovicom svibnja 1941. godine ustaške vlasti došle su preuzeti imovinu Slobode, no osoblje je lukavo svu imovinu i arhiv razdijelilo članstvu, zakopalo ili krivotvorilo. Istog mjeseca ustaške vlasti zapečatile su Slobodine prostorije i klub je prestao postojati. Od približno 600 članova predratne Slobode, u NOB-u i socijalističkoj revoluciji sudjelovalo je 95% njenih članova, od čega je poginulo 109 boraca, među kojima i četiri narodna heroja: Muharem Merdžić, Ivan Marković Irac, Albin Herljević i Enver Šiljak. Još trojica narodnih heroja su u međuratnom razdoblju bili igrači ili članovi Slobode: Cvijetin Mijatović Majo, Franjo Herljević i Pašaga Mandžić.
U prvim poratnim godinama vodio ju je bivši igrač Josip Bulat. Igrala je u sastavu Ismet Prcić, Šefik Ahmetović, Salihović, Drago Karaman, Galib Ilijazović, Omerašević, Pepi Soravia, Meša Mešić, Muhamed Selimović, Aleksandar Avramović, Gandura, Vidani i Kemo Hadžimehmedović.
Svoj ulazak u elitno društvo jugoslavenskog nogometa osigurala je 1959. godine. Slavna generacija koja se u nekoliko sezona pod vodstvom Bele Palfija prošetala od zonaša do prvoligaša bili su Hajrović, Lazić, Kiš, Rusmir, Petković, Stipić, Radić, Bevanda, Panić, Podvalej, Marković i Čukteraš.
Od 1969. godine stalni je član Prve lige bivše države, a kasnije i Prve, te Premijer lige BiH. U poslijeratnom vremenu Sloboda se dva puta natjecala u Intertoto kupu (2003. i 2004.), gdje je u oba navrata prošla prvo kolo. Sloboda je nakon deset sezona provedenih u najvišem rangu bh. nogometa ispala u Prvu ligu FBiH. Uz pomoć trenera Miroslava Blaževića sezonu 2013./14. su završili kao prvaci Prve lige čime su ostvarili povratak u Premijer ligu.
2017. i 2018. u produkciji medijske kuće Kameleon, autori Vedran Jahić i Vedran Mitrić snimili su kratki dokumentarni film 99.

## Poznati bivši igrači
(popis nepotpun) 
- Jusuf Hatunić
- Nedžad Verlašević
- Rizah Mešković
- Darko Vojvodić
- Romeo Mitrović
- Said Husejinović
- Velimir Vidić
- Ivan Cvjetković
- Branko Stipić

## Poznati treneri
- Miroslav Blažević
- Josip Duvančić

## Vanjske poveznice
- Službena web-stranica  Arhivirana inačica izvorne stranice od 29. prosinca 2007. (Wayback Machine)
- MONOGRAFIJA FK-90 godina 1919-2009
- Historija FK Sloboda